# 王子栋
王子栋（1966年2月—），男，江苏高邮人，中国自动化控制专家，英国布鲁内尔大学信息计算与数学学院教授。长期从事控制理论、人工智能及生物信息学等方向研究。

## 生平
1986年本科毕业于苏州大学数学专业，1986年至1988年曾在中国纺织大学（1999年改称东华大学）师从吴让泉教授开展随机控制方面的研究。1990年硕士毕业于华东工学院（1993年改称南京理工大学）应用数学专业，1994年12月博士毕业于南京理工大学自动控制专业。1996年获得德国洪堡基金，在德国波鸿鲁尔大学、凯泽斯劳滕工业大学从事科研工作。2002年入职英国布鲁内尔大学信息计算与数学学院。2008年至2010年，担任东华大学长江学者讲座教授。2011年至2014年，担任清华大学国家特聘教授。2014年当选IEEE Fellow。2020年当选欧洲科学院院士。2021年当选欧洲艺术与科学院院士。